# Kerncentrale Embalse
Kerncentrale Embalse (Spaans: Central Nuclear Embalse, CNE) ligt bij het dorp Embalse in Argentinië.
In 1967 werd het onderzoek gestart naar een kerncentrale op deze locatie. Er werd gekozen voor een reactor van Atomic Energy of Canada Ltd (AECL) omdat de overdracht van nuclaire kennis onderdeel was van de transactie. De daadwerkelijk bouw was in handen van het Italiaanse bedrijf Italimpinati. De centrale kwam in 1984 in gebruik en heeft een CANDU-reactor type 6, dit is een zwaarwaterreactor (PHWR).
In augustus 2011 tekenden het Argentijnse staatsbedrijf Nucleoelectrica Argentina en Candu Energy diverse contracten ter waarde van $ 440 miljoen voor een renovatie van de centrale. Na de werkzaamheden is de capaciteit met ongeveer 5% verhoogd, van 648 MWe naar 683 MWe, en de levensduur van de centrale voor de komende 30 jaar verzekerd.
| Reactorblok | Reactortype          | Vermogen       | Gemiddeld jaarlijkse productie | Begin bouw | Inbedrijfs- name |
| ----------- | -------------------- | -------------- | ------------------------------ | ---------- | ---------------- |
| Embalse     | CANDU-reactor type 6 | 600 MW (netto) | 3908 GWh (2010)                | 1974       | 1984             |